# Новотроєвка (Абдулинський міський округ)
Новотро́євка (рос. Новотроевка) — село у складі Абдулинського міського округу Оренбурзької області, Росія.

## Населення
Населення — 102 особи (2010; 129 у 2002).
Національний склад (станом на 2002 рік):
- росіяни — 92 %